# Диоцез Одессы-Симферополя
Епархия Одессы-Симферополя (лат. Dioecesis Odesensis-Sympheropolitana) — епархия (диоцез) Римской католической церкви с центром в городе Одесса, Украина. Входит в митрополию Львова. Кафедральный собор епархии — Собор Успения Пресвятой Девы Марии.

## История
4 мая 2002 года Святой Престол объявил о создании епархии Одессы-Симферополя, в состав которой вошли Крым, Одесская, Николаевская, Кировоградская и Херсонская области Украины, которые были выделены из состава епархии Каменца-Подольского.

### Реакция
Реакция Московской патриархии была сдержанно-отрицательной:

Официальный представитель РПЦ священник Александр Абрамов заявил, что «образование епархий на территории Украины мы воспринимаем как дальнейшее расширение миссионерской активности католиков на канонической территории Московского Патриархата». Московский Патриархат внимательно наблюдает за происходящим, при этом не ставится «под вопрос право Ватикана действовать в рамках существующего законодательства», хотя «сам факт создания все новых и новых структур на канонической территории Русской Церкви вызывает удивление.»

## Ординарии епархии
- епископ Бронислав Бернацкий (4 мая 2002 года - 18 февраля 2020 года)
- епископ Станислав Широкорадюк (18 февраля 2020 года)

### Вспомогательные епископы
- епископ Пётр Геркулиан Мальчук O.F.M.[2] (29.03.2008 — 15.06.2011), назначен епископом Киева-Житомира
- епископ Яцек Пыль O.M.I. (с 23 ноября 2012 года)

## Структура

Римско-католические епархии Украины. Одесско-симферопольская выделена сине-зелёным цветом

Территория епархии имеет площадь 138 000 км². Согласно данным справочника catholic-hierarchy Архивная копия от 27 августа 2011 на Wayback Machine по состоянии на 2013 год в епархии насчитывалось около 33 тысяч католиков, 55 священников и 62 монашествующих.
В 2014 году диоцез был разделён линией оккупации, что не привело к каноническим последствиям. Епископ ординарий имеет свою резиденцию в Одессе, а епископ-помощник проживает в Крыму. 22 декабря 2014 года Апостольский Престол назначил его Делегатом пастырского округа Крыма и Севастополя, который, в соответствии с договором с властями Российской Федерации, был создан исключительно в административных целях, чтобы Католическая Церковь и далее могла нормально функционировать в Крыму. Ватикан официально не признаёт аннексию Крыма Россией.